# Brelan d'as (X-Files)
Pour les articles homonymes, voir Brelan d'as.
Brelan d'as (Three of a Kind) est le 20e épisode de la saison 6 de la série télévisée X-Files. Dans cet épisode, les Lone Gunmen, avec l'aide de Scully, mettent au jour un complot visant à créer des assassins dont le comportement est induit par une drogue et tentent d'y mettre fin.
Cet épisode centré sur les Lone Gunmen fonctionne comme une suite des Bandits solitaires. David Duchovny étant pris par la réalisation de son propre épisode, il n'apparaît pas dans celui-ci. Une partie de l'épisode a été tournée à Las Vegas. Il a été accueilli plutôt favorablement par la critique.

## Résumé
À l'initiative de Byers, les Lone Gunmen sont à Las Vegas pour assister à une convention organisée par le complexe militaro-industriel. Byers espère secrètement y retrouver Susanne Modeski, qu'il a rencontré dix ans plus tôt lors d'une autre convention. Après avoir cru l'apercevoir, il se fait passer pour Mulder via un programme de synthèse vocale pour attirer Scully à Las Vegas afin qu'elle puisse les aider. Plus tard, Byers voit Susanne en train d'embrasser Grant Ellis, un industriel de l'armement. Persuadé qu'on lui a fait subir un lavage de cerveau, il fait appel à Jimmy, une connaissance du trio, afin qu'il s'introduise dans la grande salle de conférence où Ellis a accès. Jimmy est capturé lors de sa tentative par son comparse Timmy, en réalité un traître. Timmy lui injecte une drogue, et Jimmy se fait écraser peu après par un bus.
Accompagnée par Langly, Scully pratique l'autopsie de Jimmy. Langly ne peut toutefois supporter ce spectacle très longtemps et, demeurée seule, Scully est surprise par Timmy, qui lui injecte sa drogue. Langly la trouve évanouie et, à son réveil, Scully se comporte bizarrement. Plus tard, Susanne vient trouver Byers et lui explique qu'elle a fait semblant de revenir travailler pour le gouvernement mais, qu'avec l'aide de Grant Ellis, elle essaie en réalité de ralentir les projets secrets les plus nocifs. Pendant ce temps, Frohike trouve Scully en train de flirter outrageusement avec plusieurs hommes, alors que Langly tombe dans un piège tendu à son intention par Timmy. Frohike ramène Scully dans la chambre des Lone Gunmen, et Susanne reconnaît les effets du gaz histaminique qu'elle a mis au point avec Ellis. Elle comprend alors qu'Ellis l'a trahie, et neutralise les effets de la drogue sur Scully alors que Langly revient.
Le lendemain, Langly, dont le comportement est altéré par la drogue, reçoit ses instructions de Timmy. Lors d'une conférence, il tire à trois reprises sur Susanne. Scully intervient rapidement et emmène le corps de Susanne, avec l'aide de Byers et Frohike déguisés en ambulanciers. Il est alors révélé que Susanne a reconnu également les effets de la drogue chez Langly et lui a administré l'antidote. Elle a ensuite mis en scène sa mort avec Scully et les Lone Gunmen. Toutefois, Timmy s'aperçoit que le sang sur le sol est faux, et tue Ellis alors que celui-ci tentait d'expliquer les raisons de sa trahison à Susanne. Timmy est ensuite neutralisé par les Lone Gunmen, qui lui injectent sa drogue. Sous son influence, Timmy avoue les meurtres de Susanne et d'Ellis. Alors que Scully découvre enfin qu'elle a été attirée à Las Vegas par les Lone Gunmen, Byers donne à Susanne une nouvelle identité. Susanne demande à Byers de l'accompagner dans sa nouvelle vie, mais Byers lui explique qu'il doit continuer le combat.

## Distribution
- Gillian Anderson : Dana Scully
- Tom Braidwood : Melvin Frohike
- Dean Haglund : Richard Langly
- Bruce Harwood : John Fitzgerald Byers
- Signy Coleman : Susanne Modeski
- Charles Rocket : Grant Ellis
- John Billingsley : Timmy
- Jim Fyfe : Jimmy
- Michael McKean : Morris Fletcher

David Duchovny est crédité au générique mais n'apparaît pas dans l'épisode. Seule la voix de Mulder peut être entendue lors de la scène où les Lone Gunmen en font une synthèse vocale pour convaincre Scully de venir à Las Vegas.

## Production

### Préproduction
Brelan d'as fonctionne comme une suite de l'épisode de la cinquième saison Les Bandits solitaires, en tant que conclusion d'un mini-arc narratif impliquant les Lone Gunmen et Susanne Modeski, la femme qui est à l'origine de la formation du trio. L'idée de faire cette suite vient aux scénaristes quand ils apprennent que David Duchovny sera absent pour la durée d'un épisode afin de préparer la réalisation du Grand Jour. Vince Gilligan et John Shiban décident alors d'écrire un nouvel épisode autour des Lone Gunmen afin de mettre un point final à l'histoire autour de la disparition de Susanne Modeski. Les deux scénaristes bâtissent une intrigue se situant à Las Vegas car « l'idée de voir les Lone Gunmen courir à travers un casino est instantanément hilarante » mais aussi parce que « Las Vegas est dans un sens la ville la plus surveillée du monde ». C'est aussi l'occasion pour le personnage de Morris Fletcher, de l'épisode Zone 51, de faire un bref caméo lors d'une scène où plusieurs hommes flirtent avec Scully.
Toute l'intrigue impliquant Susanne Modeski provoque une légère erreur de continuité. En effet, lors de ses premières apparitions dans la série, Bruce Harwood, qui joue le rôle de Byers, portait une alliance car il imaginait que son personnage était marié. Pendant le tournage de l'épisode Les Bandits solitaires, se déroulant en 1989 et au cours duquel Byers tombe amoureux de Susanne Modeski, Bruce Harwood enlève son alliance. Mais, dans Brelan d'as, il est révélé que Byers n'a jamais oublié Susanne et est toujours à sa recherche, ce qui entre en contradiction avec le fait qu'il a porté une alliance entretemps.

### Tournage

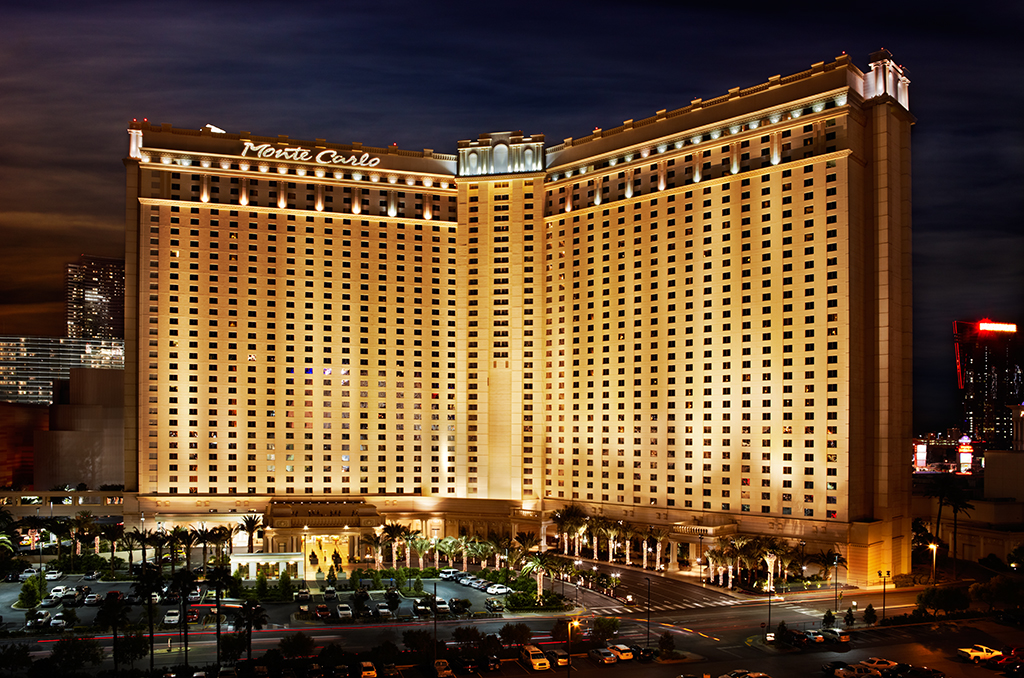
Une partie de l'épisode a été tournée au Monte Carlo Resort and Casino de Las Vegas.

En dépit d'un budget serré, l'équipe de tournage reçoit l'autorisation de tourner à Las Vegas pour deux jours. Le reste du tournage, dont toutes les scènes avec Gillian Anderson, se déroule à Los Angeles dans les hôtels Century Plaza et Park Hyatt, tous deux relativement proches des studios de Fox. Le régisseur général dresse une liste d'une cinquantaine d'hôtels de Las Vegas connus pour accueillir des tournages, et plusieurs d'entre eux, désireux d'être vus par des millions de téléspectateurs, font des offres en retour.
C'est finalement le Monte Carlo Resort and Casino qui est sélectionné. En échange d'une mention de l'aide fournie par l'hôtel au générique et de quelques plans de son nom apparaissant dans l'épisode, l'équipe de tournage obtient de filmer des scènes gratuitement n'importe où dans l'hôtel pendant les horaires de jour.

## Accueil

### Audiences
Lors de sa première diffusion aux États-Unis, l'épisode réalise un score de 8,2 sur l'échelle de Nielsen, avec 12 % de parts de marché, et est regardé par 12,94 millions de téléspectateurs. La promotion télévisée de l'épisode est réalisée avec le slogan « What's gotten into Scully? Tonight, when Scully hits Vegas, you'll see a side of her you've never seen before » (en français « Qu'est-ce qui est arrivé à Scully ? Ce soir, à Las Vegas, vous allez découvrir une nouvelle facette de sa personnalité »).

### Accueil critique
L'épisode recueille des critiques plutôt favorables. Pour le site Le Monde des Avengers, « même si l'effet de surprise joue moins que lors des Bandits Solitaires et qu'il n'atteint pas la dimension émotionnelle propre à la première rencontre de Mulder et des Lone Gunmen », cela « demeure un excellent épisode, riche en péripéties, humour et sentiments » qui se double d'une « satire aussi corrosive que pugnace » du complexe militaro-industriel. Zack Handlen, du site The A.V. Club, lui donne la note de B+, déclarant qu'une suite aux Bandits solitaires ne s'imposait pas vraiment mais que l'épisode, « remarquable sur le plan visuel », reste très plaisant à suivre, son intrigue, bien qu'assez négligente, réservant plusieurs scènes « hilarantes » tout en ménageant un « suspense correct ».
Dans son livre, Tom Kessenich affirme que l'épisode, à l'image de son trio de personnages principaux, est « mignon et inoffensif ». Paula Vitaris, de Cinefantastique, lui donne la note de 2,5/4, estimant qu'il « accomplit convenablement son travail » mais n'en demeure pas moins un épisode bouche-trou. Dans leur livre sur la série, Robert Shearman et Lars Pearson lui donnent la note de 2,5/5, évoquant un épisode « plaisant mais dont on a du mal à se souvenir après coup ».